# Trampe (Breydin)
Trampe ist ein Ortsteil der Gemeinde Breydin des Amtes Biesenthal-Barnim im Landkreis Barnim in Brandenburg.

## Geographie
Der Ort liegt sechs Kilometer südlich von Eberswalde. Die Nachbarorte sind Südend im Norden, Sommerfelde, Tornow, Cöthen und Hohenfinow im Nordosten, Neugersdorf im Osten, Gersdorf, Ackermannshof und Kruge im Südosten, Heckelberg im Süden, Karlshof im Südwesten, Neue Mühle im Westen sowie Spechthausen im Nordwesten.

## Orts- und Gutsgeschichte

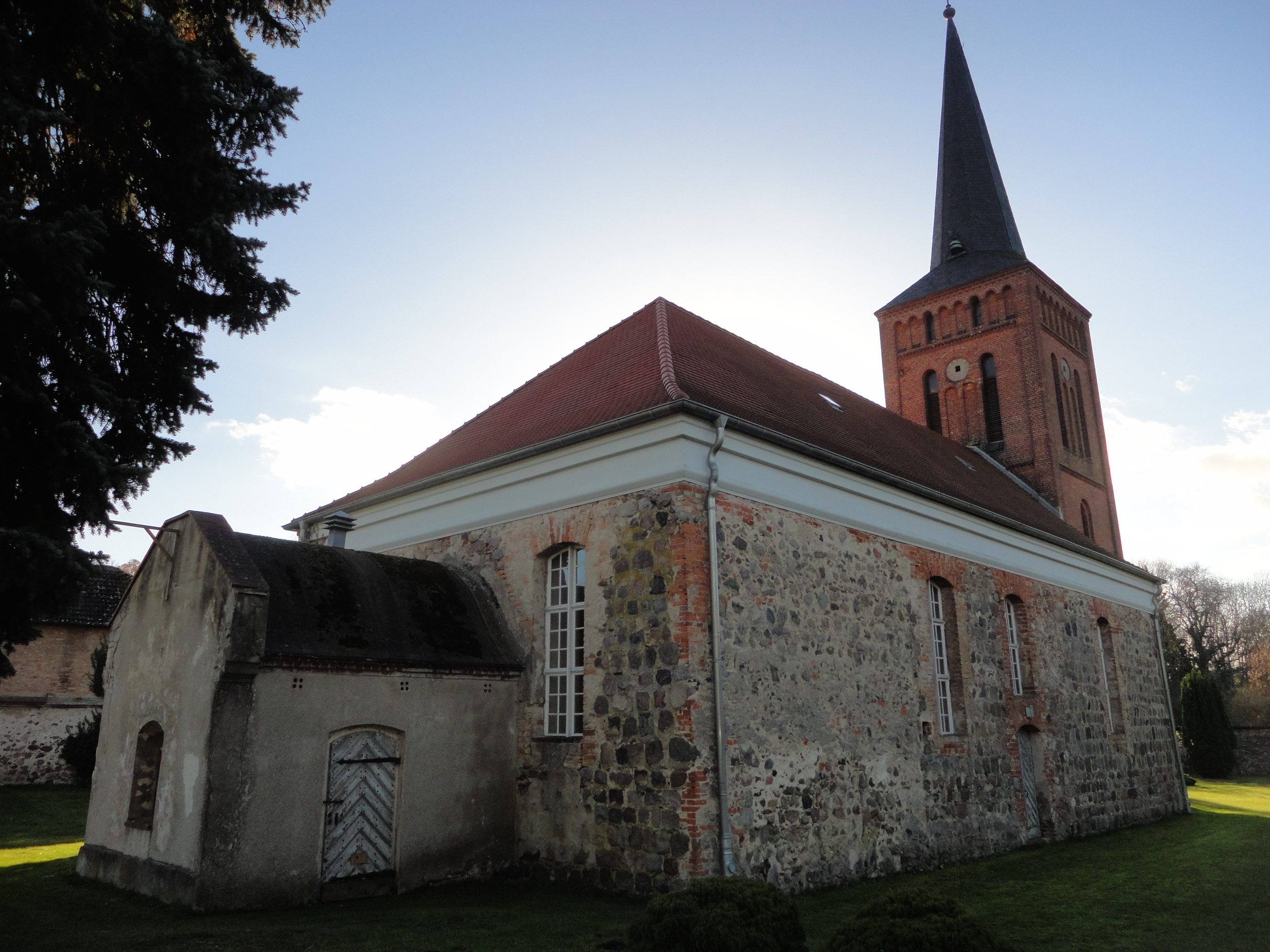
Dorfkirche Trampe
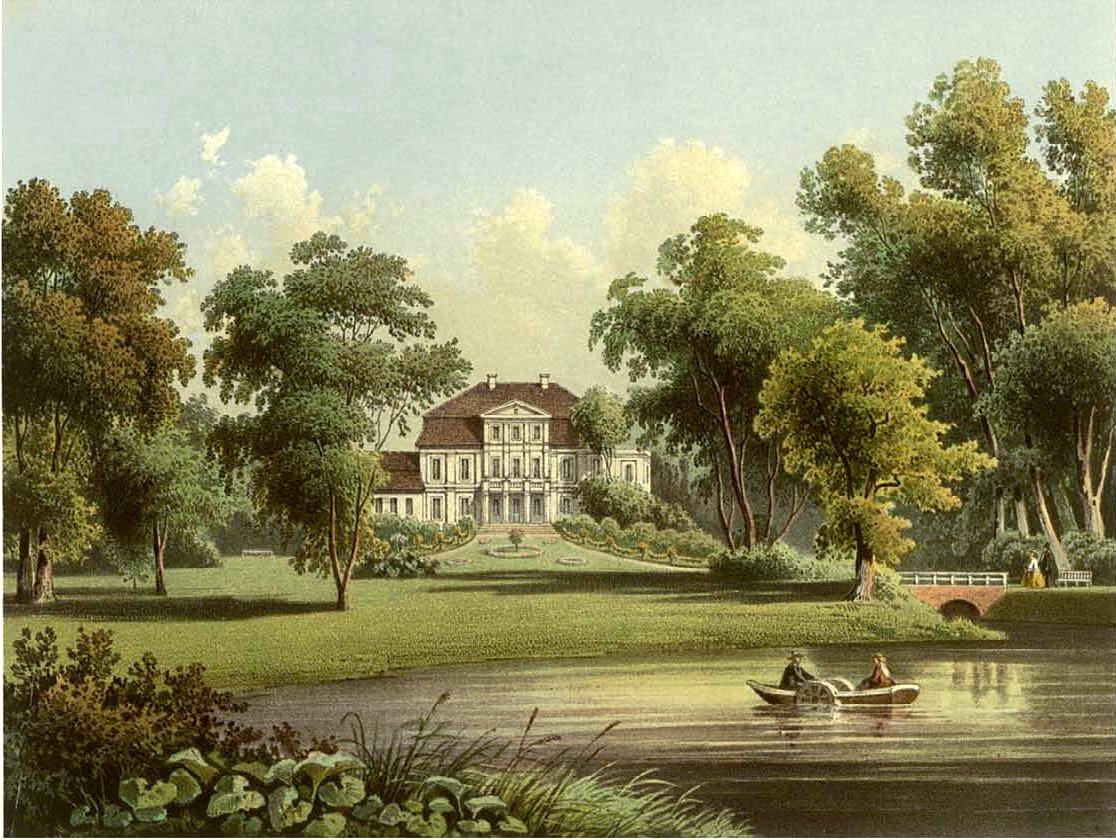
Schloss nach Sammlung Alexander Duncker um 1863/64
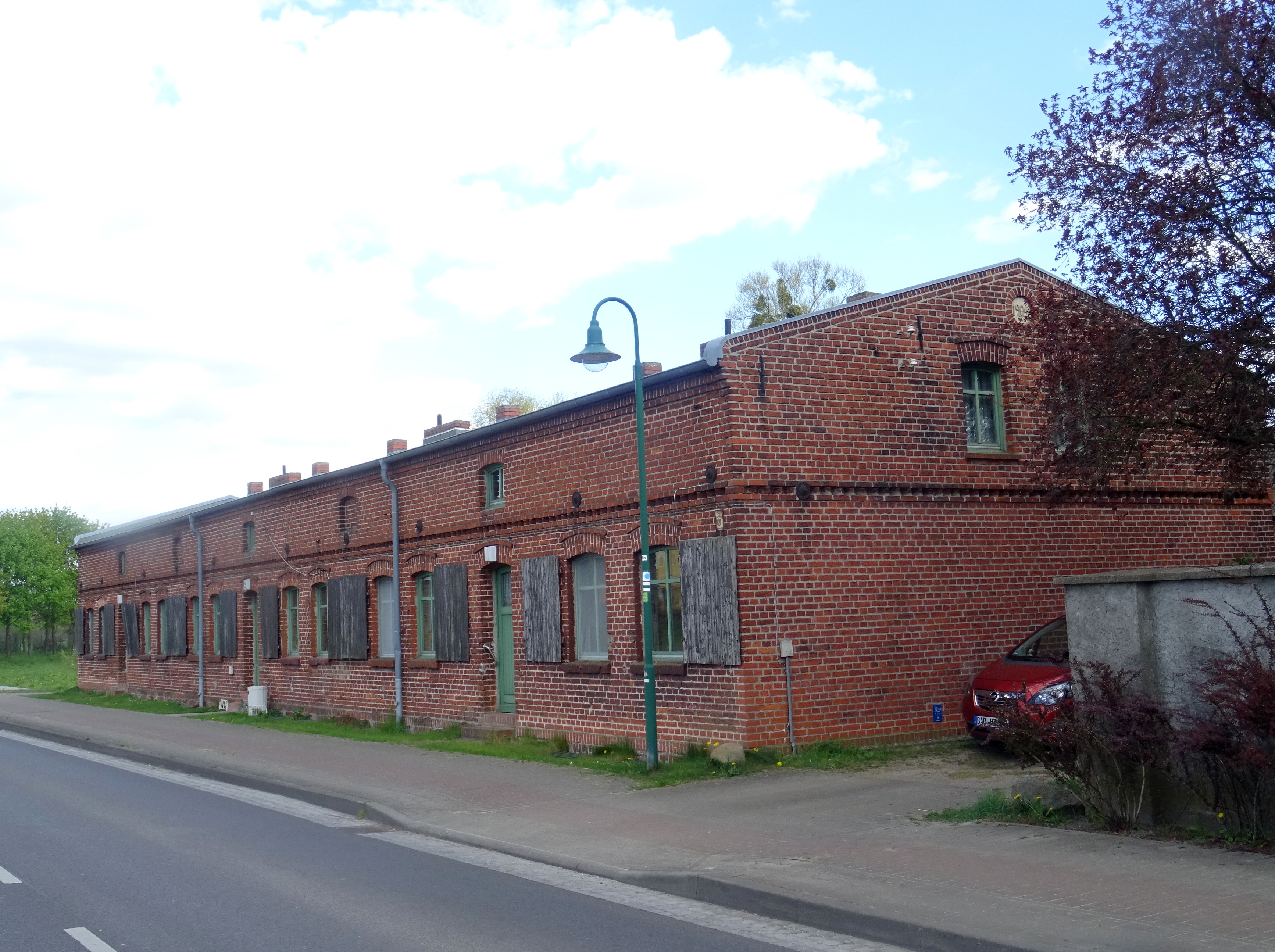
Eberswalder Straße

Trampe entwickelte sich als ein Gutsdorf. Das Gut war lange im Besitz derer von Sparr. Bekanntgeworden wurde im Ausgang des Mittelalters der damalige überregional tätige Gutsherr Joachim Sparr, genannt Joachim Sparr von Trampe. Später übernahm die Familie der Grafen von der Schulenburg die Besitzung. 1879 weist das vormals amtlich publizierte General-Adressbuch der Rittergutsbesitzer für Preussen für das kreistagsfähige Rittergut Trampe nebst Brennerei 1247 ha aus, davon waren 350 ha Forsten. Hinzu gehörte das Nebengut Kruge mit nochmals 1295 ha Land. Eigentümer war zu jener Zeit der Politiker Bernhard von der Schulenburg, das Gut erworben hatte 1802 bereits seine Vorfahre der Ritterschaftsdirektor Alexander von der Schulenburg (1773–1850), verheiratet mit Henriette von Ziegler und Klipphausen. Letzter adeliger Grundbesitzer war der Rittmeister d. R. August von der Schulenburg (1886–1956), bis in die 1920er Jahre hinein. Vor der Weltwirtschaftskrise 1929/30 umfasste der Gutsbesitz Trampe zu Grünthal zugehörig als Einzelbesitz 1310 ha, verwaltet durch Hermann Schröder. Trampe war zudem der größte Bestandteil des Familienfideikommiss von der Schulenburg-Grünthal. Der neue Eigentümer des Restguts war Hauptmann I. Paul Stark. Der Gutsbezirk gehörte nach der Kommunalreform mit den anderen privaten Flächen und dem Kirchland sowie der öffentliche Gemarkung seit 1928 zur Gemeinde Trampe. 1945 wurden durch die Bodenreform die größeren Landeigentümer August Prahl und August Vaque enteignet.

## Persönlichkeiten
- Christian Alexander Albrecht Carl von der Schulenburg (1773–1850), preußischer Offizier und Landrat
- Alexander Eduard von der Schulenburg (1803–1870), preußischer Landrat